# Lasiocampa angulifera
Lasiocampa angulifera är en fjärilsart som beskrevs av Walker 1865. Lasiocampa angulifera ingår i släktet Lasiocampa och familjen ädelspinnare. Inga underarter finns listade i Catalogue of Life.